# Des mots de minuit
Des mots de minuit est une émission de télévision culturelle de France Télévisions, produite et présentée à compter de septembre 1999 par Philippe Lefait, ancien journaliste et présentateur de France 2. L'émission était hebdomadaire, diffusée dans la nuit du mercredi au jeudi, vers 1 h. Le 26 juin 2013, l'émission diffuse son 499e et dernier numéro à la télévision.
À partir de juillet 2014, l'émission est réactivée dans une version simplifiée produite et diffusée uniquement par le site Internet Culturebox de France Télévisions jusqu'à son arrêt définitif en septembre 2020.

## Historique

### DuCercleauxMots
L'émission Des mots de minuit fait suite à l'émission Le Cercle de minuit créée et présentée par Michel Field en 1992, puis présentée par Laure Adler de 1994 à 1997, avant que Philippe Lefait ne la reprenne, d'abord sous le titre Le Cercle à partir du 14 septembre 1998, puis sous le titre Des mots de minuit à partir du 8 septembre 1999, lors d'une première émission ayant pour invités António Lobo Antunes et Sandrine Bonnaire. Elle a pour but de présenter tous les aspects de la culture, initialement en dehors de période de promotion des artistes, en faisant généralement se rencontrer des personnes d'horizons artistiques très différents.
Pendant sept ans, Philippe Lefait animait, de façon successive, une conversation de fond avec ses deux invités, entrecoupée de pauses musicales. Les invités étaient amenés ensuite par le présentateur à verbaliser ce qu'ils avaient « entendu de l'autre » (sic). À la rentrée 2006, Des mots de minuit reçoit sur son plateau quatre à cinq invités dans une conversation un peu moins directe avec le présentateur. En septembre 2011, un nouvel habillage de l'émission est entrepris avec une formule légèrement différente composée de deux parties : la séquence « Incertain regard » puis le « plateau invités » se concluant par une séquence « mot à mot » avec l'un des intervenants,.
En 2003, l'émission réalisait une audience moyenne estimée entre 300 000 à 400 000 téléspectateurs. En 2010, l'audience moyenne n'était plus que de 110 000 téléspectateurs (soit environ 5 % de part de marché) avec cependant des pics à 200 000 (ces chiffres ne prenant toutefois pas en compte l'ensemble des téléspectateurs qui visionnent l'émission sur Internet et en différé du fait des horaires tardifs de programmation).
Philippe Lefait concluait l'émission par la phrase rituelle : « C'est la fin de cette émission, merci de nous avoir suivis ; la peine de mort n'a toujours pas été abolie aux États-Unis. » Puis il donnait généralement le chiffre réactualisé du nombre de détenus dans les prisons françaises, comparé au nombre de places officiellement disponibles.

### Arrêt de l'émission et réactions
Le 22 mai 2013, le site du journal Libération révèle l'arrêt de l'émission à la fin de la saison ; Philippe Vilamitjana, directeur des programmes de la chaîne, justifie en interne son choix par les contraintes budgétaires sur le groupe France Télévisions. Philippe Lefait confirme le même jour, au début du numéro 496 de l'émission, la décision de la direction. Il précise début juin : « il n'existe aucun désaccord éditorial avec la direction de la chaîne », et explique que certes le coût de l'émission — de 64 000 euros par numéro pour une moyenne de 150 000 spectateurs — est, selon une « logique du chiffre, [...] onéreux [mais] en revanche, si on s'arrête à une logique de service public, cela ne coûte pas forcément très cher, ». Il ajoute qu'un argument de concurrence entre trois émissions dites culturelles sur France 2 (notamment Ce soir (ou jamais !) programmée alors le surlendemain) lui a aussi été avancé,.
L'arrêt de l'émission entraîne immédiatement un mouvement de soutien sur les réseaux sociaux, la mise en place d'une pétition pour sa poursuite, ainsi que la prise de position de certaines personnalités telles que Nathalie Rheims qui condamne cette décision dans un éditorial au Point.
Le 26 juin 2013, le 499e et dernier numéro Des mots de minuit est consacré à une rétrospective des 21 ans de l'émission en présentant une palette de la diversité culturelle que revendiquaient ses concepteurs.

### Passage sur l'Internet
Le 30 juin 2014, après une année d'arrêt, l'émission est à nouveau produite et diffusée uniquement sur l'internet sur le site desmotsdeminuit.fr de Culturebox de France Télévisions dans une version simplifiée (d'une durée d'une heure environ, deux invités et des archives, équipe légère de production) intitulée Des mots de minuit... une suite, avec une fréquence bimensuelle. Le site propose à la même fréquence Tripalium, une série documentaire sur le rapport des français au travail, ainsi que de nombreuses chroniques, critiques et feuilletons.
L'émission dans son format numérique s'arrête en 2020 mais les articles et vidéos restent consultables sur le site internet.

## Génériques
Pendant plusieurs années le générique de Des mots de minuit, à la suite de celui du Cercle de minuit, a été la chanson Ye ye ye de Geoffrey Oryema. Au tournant des années 2000, elle est remplacée par la chanson algérienne Ana el Owerka de Lili Boniche avec une chorégraphie de Najib Guerfi filmée en stop motion et en noir et blanc. Depuis 2006, le générique est une chorégraphie de Philippe Decouflé — interprétée par ce dernier et Pascale Houbin — sur une chanson de Bourvil, C'était bien, plus connue sous le nom apocryphe du Petit Bal Perdu, paroles de Robert Nyel et musique de Gaby Verlor.

Logo jusqu'en juin 2011.
Logo de septembre 2011 à juin 2013.
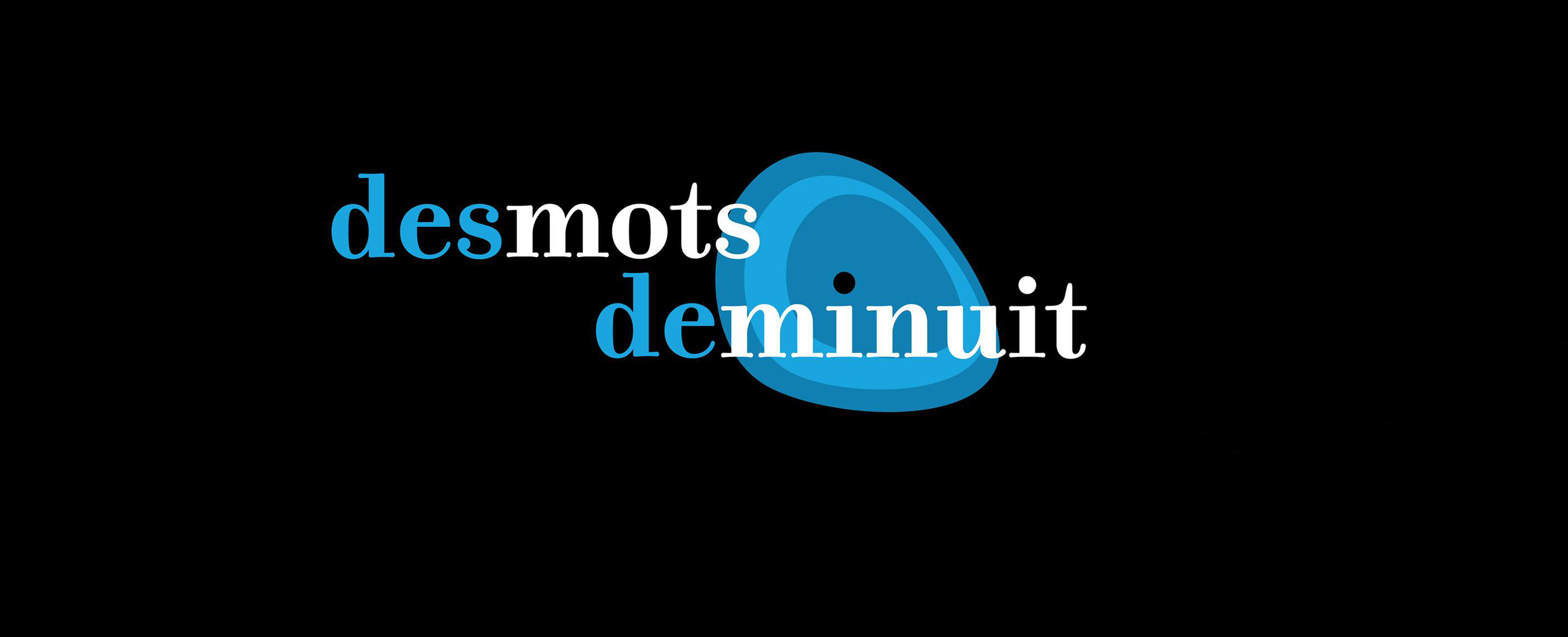
Logo après 2014.